# Pico Cordela

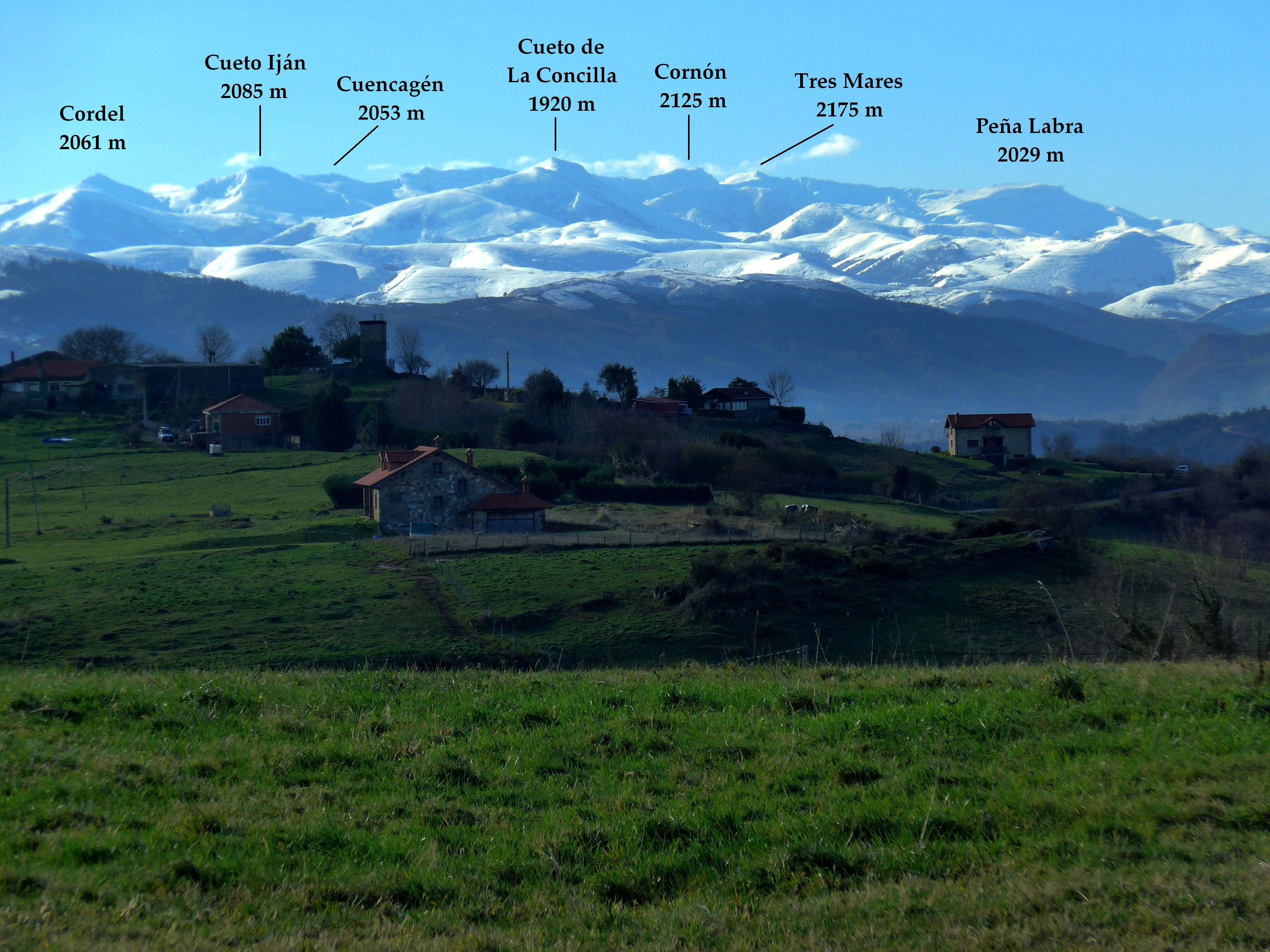
Cuencagén visto junto a otras montañas desde Alfoz de Lloredo (Cantabria)

El pico Cordela, también denominado Cuencagén, es una montaña de 2053 m de altitud ubicada en la sierra del Cordel. Se sitúa entre el Cueto Iján (2085 m) y el Cueto de la Horcada (2111 m). Además, se localiza en la divisoria de dos municipios: Mancomunidad Campoo-Cabuérniga al norte y Campoo de Suso al sur. Su escasa prominencia de 62 m lo convierte en una elevación poco destacada en la sierra del Cordel.

## Ruta de acceso
La ruta de montañismo más directa al pico Cordela o Cuencagén parte de la estación de esquí de Alto Campoo.